# Système de zones humides du Trondheimsfjorden
Le système de zones humides du Trondheimsfjorden est un site ramsar norvégien composé de treize aires protégées sur la côte sud-est du Trondheimsfjord, dans le comté de Trøndelag. La zone a été créé en 2002, lorsque les quatre premières zones figurant sur la liste ont été déclarées comme formant un site Ramsar. En 2014, le site a été agrandi : neuf nouvelles aires protégées ont été intégrées dans le système des zones humides.
| La zone                                                                                                 | Municipalité        | Année de création | Année du statut Ramsar |
| --- | ------------------- | ----------------- | ---------------------- |
| Réserve naturelle et zone de paysage protégé de Gaulosen au niveau de l'embouchure de la rivière Gaulas | Melhus et Trondheim | 1983              | 2002                   |
| Réserve ornithologique d'Eidsbotn,                                                                      | Levanger            | 1984              | 2002                   |
| Réserve naturelle de Rinnleiret, rivage à Rinnleiret                                                    | Levanger et Verdal  | 1995              | 2002                   |
| Réserve naturelle de Ørin au niveau de l'embouchure de la rivière Verdalselva                           | Verdal              | 1993              | 2002                   |
| Réserve ornithologique de Vikanbukta                                                                    | Stjørdal            | 2008              | 2014                   |
| Réserve ornithologique de Vinnan og Velvangen                                                           | Stjørdal            | 2003              | 2014                   |
| Réserve ornithologique de Falstadbukta                                                                  | Levanger            | 2003              | 2014                   |
| Réserve ornithologique d'Alnes                                                                          | Levanger            | 2003              | 2014                   |
| Réserve ornithologique de Tynesfjæra                                                                    | Levanger            | 2003              | 2014                   |
| Réserve ornithologique de Kausmofjæra                                                                   | Verdal              | 2003              | 2014                   |
| Réserve ornithologique de Bjørga                                                                        | Verdal              | 2003              | 2014                   |
| Réserve ornithologique de Vikaleiret                                                                    | Inderøy             | 2003              | 2014                   |
| Réserve ornithologique de Lundleiret                                                                    | Steinkjer           | 2003              | 2014                   |